# Arkadiusz Fryźlewicz
Arkadiusz Fryźlewicz (ur. 18 marca 1986 w Nowym Targu) – polski hokeista, wychowanek nowotarskiego Podhala

## Kariera klubowa
- Podhale Nowy Targ (wychowanek)
- New Jersey Slayers (2005)
- New Jersey Predators (2005–2006)
- New Jersey IceHoppers (2006–2007)
- Podhale Nowy Targ (2007–2008)
- New Jersey IceHoppers (2008–?)